# Gregopimpla ussuriensis
Gregopimpla ussuriensis là một loài tò vò trong họ Ichneumonidae.